# Pinus monophylla
Pinus monophylla là một loài thực vật hạt trần trong họ Thông. Loài này được Torr. & Frém. miêu tả khoa học đầu tiên năm 1845.